# زرارة بن أعين
أَبُو ٱلْحَسَنِ عَبْدُ رَبِّهِ بْنُ أَعْيَنَ بْنِ سُنْسُنَ ٱلشَّيْبَانِيُّ وَلَاءً ٱلْكُوفِيُّ، وَيُلَقَّبُ زُرَارَةُ (80 هـ - 699م / 148 هـ - 765م). هو من كبار فقهاء ومحدّثي الشيعة الإمامية الاثني عشرية في القرن الثاني الهجري، كان من أبرز أصحاب الإمامين محمد بن علي الباقر وجعفر بن محمد الصادق، وقد نقل عنهم عددًا كبيرًا من الروايات التي أصبحت مرجعًا مهمًا في الفقه والعقيدة. وُلد سنة 80 هـ، ويُرجّح أن يكون مولده في مدينة الكوفة، نظرًا لارتباطه الوثيق بها واشتهاره بلقب الكوفي.
وقد كان زرارة بن أعين من الرواة البارزين في الوسط العلمي الشيعي خلال القرن الثاني الهجري، ويُعد من المكثرين في النقل عن الإمامين محمد الباقر وجعفر الصادق، وواحدًا من الفاعلين في المدرسة الفقهية الإمامية في الكوفة. تميز بأسلوبه في طرح الأسئلة والاستفسار عن الأحكام الشرعية، وهو ما جعل اسمه حاضرًا في عدد كبير من الروايات المنقولة عن الإمامين.
ويُدرجه علماء الرجال ضمن ما يُعرف بـ«أصحاب الإجماع»، وهي فئة من الرواة الذين اتُفق على توثيقهم والاعتماد على مروياتهم في الفقه والعقيدة، وهو ما يدل على ثقة المدرسة الإمامية بمكانته العلمية. وقد كان له دور ملحوظ في نقل عدد من الروايات التي تم تداولها ضمن أصول الفقه الإمامي وتفسير الأحكام الشرعية.

## اسمه وكنيته وولادته
هو عبد ربه بن أعين بن سنسن الشيباني، من كبار أعلام الشيعة في القرن الثاني الهجري، لُقّب في المصادر التاريخية والروائية بـزُرَارَة، وهو الاسم الأشهر الذي عُرف به بين العلماء والفقهاء. وكنيته أبو الحسن، وأحياناً يُذكر بكنية أبي علي، وقد ارتبط نسبه بقبيلة شيبان بالولاء، ويُعرف بـالكوفي، لكثرة ارتباطه بمدينة الكوفة، ومجاورته لمدرسة أهل البيت العلمية فيها، بل وذِكره المتكرر في كتب الرجال والمصادر الحديثية بـ«الكوفي» يُعزّز الاعتقاد بولادته فيها.
وقد جاء في بعض الروايات، ومنها ما رواه بنفسه، أنه قال: «( قال لي الإمام جعفر الصادق: يا زرارة ان إسمك في أسامي أهل الجنة بغير ألف؟ قلت: نعم، جعلت فداك اسمي: عبد ربه، ولكني لُقِّبتُ بزرارة)».

### ولادته ونشأته
وُلد زرارة على الأرجح في سنة 80 هـ، وتُشير بعض المصادر إلى احتمال ولادته في سنة 70 هـ، غير أن الترجيح الغالب عند الباحثين ومحققي الرجال، أن ولادته كانت سنة 80 هـ، وذلك استنادًا إلى علاقته القوية بالكوفة، ووروده في كتب الرجال بلقب «الكوفي». وقد نشأ في أُسرة عُرفت بولائها لأهل البيت، وهي آل أعين، وهي أُسرة كوفية عريقة في تشيّعها، وكانت من الأسر التي رافقت الأئمة  منذ عهد الإمام زين العابدين وحتى عصر الغيبة الكبرى، وكانت تضم عدداً من العلماء والفقهاء والقراء، ممن ساهموا في نقل علوم أهل البيت والذود عن معارفهم.

## أبناؤه
رزق زرارة بعدد من الأولاد، منهم:
1. الحسن بن عبد ربه.
2. الحسين بن عبد ربه.
3. رومي بن عبد ربه.
4. عبيد بن عبد ربه، وكان أحول.
5. عبد الله بن عبد ربه.
6. يحيى بن عبد ربه.

وقد ذُكر بعضهم في كتب الرجال والحديث، ونُقل عن بعضهم روايات عن أبيهم وعن الأئمة.

## إخوته
كان لزرارة عدد من الإخوة، الذين كان لبعضهم دور علمي وروائي مهم أيضًا، ومن أبرزهم:
1. حمران بن أعين، وله ابنان حمزة بن حمران ومحمد بن حمران.
2. عبد الملك بن أعين، وابنه ضريس بن عبد الملك.
3. أبو الجهم بكير بن أعين، وابناه عبد الله بن بكير والجهم بن بكير.
4. أم الأسود بنت أعين.[7][8]
5. عبد الجبار بن أعين.[9]
6. عيسى بن أعين.[10]

وقد كان العديد من إخوته من أصحاب الإمام محمد الباقر والإمام جعفر الصادق، ورووا الحديث عنهما، وشاركوا في ترسيخ المعارف الدينية في الكوفة.

## رواياته للحديث
- ممن روى عنهم: محمد بن علي الباقر، جعفر الصادق، أخوه حمران بن أعين الشيباني، سالم بن أبي حفصة، عبد الكريم بن عتبة الهاشمي، عبد الله بن عجلان، عبد الواحد بن المختار الأنصاري، عمر بن حنظلة، محمّد بن مسلم وغيرهم.
- ممن رووا عنه: أبان بن تغلب البكري، أبان بن عثمان الأحمر البجلي، إبراهيم بن أبي البلاد، جميل بن درّاج النخعي، أخوه حمران بن أعين الشيباني، حماد بن عثمان، ابن أخيه عبد الله بن بكير، عبد الله بن مسكان، عليّ بن رئاب، عمر بن اُذينة.
- أحاديثه: من كبار رواة الشيعة، وثّقه علماء الرجال، وهو من أصحاب الإجماع. رُوي عنه أكثر من 2,211 حديث منها حوالي 1,200 حديث مباشر، عن الإمامين الباقر والصادق ، ويُعد من أبرز رواة الحديث عنهما.

## أقوال العلماء فيه

### الشيعة
- الكشي: «أجمعت العصابة على تصديق هؤلاء الأوّلين من أصحاب أبي جعفر وأصحاب أبي عبد الله ()، وانقادوا لهم بالفقه، فقالوا: أفقه الأوّلين ستّة: زرارة ومعروف بن خربوذ، وبريد، وأبو بصير الأسدي، والفضيل بن يسار، ومحمد بن مسلم الطائفي. قالوا: وأفقه الستة زرارة».[11]
- أبو العباس النجاشي: «شيخ أصحابنا في زمانه ومتقدّمهم، وكان قارئاً فقيهاً متكلّماً شاعراً أديباً، قد اجتمعت فيه خلال الفضل والدين، صادقاً فيما يرويه».[12]
- عبد الله المامقاني: «ووثّقه كلّ مَن صنّف في الرجال وإن اختلفت في حاله الأخبار، فالأصحاب متّفقون على أنّ هذا الرجل بلغ من الجلالة، والعظم، ورفعة الشأن، وسموّ المكان إلى ما فوق الوثاقة المطلوبة للقبول والاعتماد، وتظافرت الروايات بذلك، بل تواترت معنى».[13]
- محمد بن الحسن الطوسي: «زرارة بن أعين الشيباني ثقة».[14]
- أبو القاسم الخوئي: «نقل روايات في مدحه وأعترض على روايات الذم».[15]
- قال ابن أبي عمير: «عندما كنّا نحضر مجلس جميل بن دراج ، قلت له: ما أحسن محضرك وأزين في مجلسك! فقال : إي والله، ما كنّا حول زرارة بن أعين إلاّ بمنزلة الصبيان في الكتّاب حول المعلم».[16]
- قال عنه عبد الحسين الشبستري: «من ثقات محدثي الإمامية الأجلاء ، وكان عالماً فاضلاً ، فقيهاً ، مقرئاً ، متكلماً ، أديباً شاعراً».[17]

### السنة
- سفيان الثوري: «كانوا ثلاثة إخوة: عبد الملك بن أعين، وحمران بن أعين، وزرارة بن أعين، كانوا شيعة، وكان أشدهم في هذا الأمر حمران بن أعين».[18]
- ابن النديم البغدادي: «أكبر رجال الشيعة فقهاً وحديثاً ومعرفة بالكلام والتشيع».[19]
- ابن خلدون: «ومن ولد محمد الباقر بن زين العابدين عبد الله الأفطح وجعفر الصادق، فكانت لعبد الله الأفطح شيعة يدّعون إمامته: منهم زرارة بن أعين الكوفي».[20]

## أحاديث عند الشيعة الإمامية في حقه
وردت أخبار كثيرة عن أئمة أهل البيت في زرارة وهي صنفان: أحدهما في مدحه ، والثاني في ذمّه، إلا أن المحدثين الشيعة حملوا الروايات الذامة على التقية والتي صدرت للحفاظ على حياته، ويستدلون بحديث عن جعفر الصادق قال:«اقرأ مني على والدك السلام وقل له: إني إنما أعيبك دفاعاً عنك فإن الناس والعدو يسارعون إلى كل من قربته وحمدنا أمره بإدخال الأذى عليه وقتله ويحمدون كل من عبناه فأعيبك لأنك اشتهرت بنا وبميلك إلينا فعبتك ليحمدوا أمرك ويكون بذلك دفع شرهم عنك».

### الروايات المادحة
- عن محمد بن علي الباقر: «يا زرارة، حقّاً على الله أن يدخلك الجنّة».[23]
- عن جعفر بن محمد: «بشّر المخبتين بالجنّة: بُريد بن معاوية العجلي، وأبو بصير ليث بن البختري المرادي، ومحمّد بن مسلم، وزرارة بن أعين، أربعة نجباء، أُمناء الله على حلاله وحرامه، ولولا هؤلاء لانقطعت آثار النبوّة واندرست».[24]
- عنه: «ما أجد أحداً أحيا ذكرنا وأحاديث أبي إلاّ زرارة، وأبو بصير المرادي، ومحمّد بن مسلم، وبُريد بن معاوية، ولولا هؤلاء ما كان أحد يستنبط هدى، هؤلاء حفّاظ الدين، وأُمناء أبي على حلال الله وحرامه، وهم السابقون إلينا في الدنيا وفي الآخرة».[25]
- عنه: «أوتاد الأرض، وأعلام الدين أربعة: محمّد بن مسلم ، وبُريد بن معاوية، وليث بن البختري المرادي، وزرارة بن أعين».[26]
- عنه: «ان أصحاب أبي كانوا زينا أحياء وأمواتا، أعني زرارة، ومحمد بن مسلم، ومنهم ليث المرادي، وبريد العجلي، هؤلاء القوامون بالقسط، هؤلاء القائلون بالصدق، هؤلاء السابقون السابقون أولئك المقربون».[27]
- عن موسى بن جعفر: «ذا كان يوم القيامة نادى مناد: أين حواري محمد بن عبد الله الذين لم ينقضوا العهد ومضوا عليه؟ فيقوم سلمان والمقداد وأبو ذر... ثمّ ينادى المنادى: أين حواري محمّد بن علي وجعفر بن محمّد؟ فيقوم عبد الله بن شريك العامري، وزرارة بن أعين... فهؤلاء المتحوّرة أوّل السابقين، وأوّل المقرّبين، وأوّل المتحوّرين من التابعين».[28]

### الروايات الذامة
- عنه: «لا يموت زرارة إلا تائهاً».[29]
- عنه: «كذب عليَّ زرارة، لعن الله زرارة ، لعن الله زرارة ، لعن الله زرارة».[30]

## كتبه
مما يُنسب إلى زرارة من الكتب:
- «الاستطاعة».
- «الجبر».
- «العهود».

قال أبو جعفر ابن بابويه المعروف بالصدوق:«رأيت له كتاباً في الاستطاعة والجبر».

### ماكتب حوله
مسند زرارة بن أعين ، الكوفي الشياني شيخ الشيعة في القرن الثاني - بشير المحمدي المازندراني.

## وفاته
توفي زرارة بن أعين سنة 148 للهجرة بعد شهادة الإمام جعفر بن محمد الصادق بشهرين أو أقل، وكان في فراش المرض أيام شهادة الإمام جعفر بن محمد الصادق، ومنهم من يرى وفاته كانت سنة 150 للهجرة.